# محمد الصغير الجامعي
محمد الصغير الجامعي شغل منصب العلاف الكبير في عهد السلطان الحسن الأول، بعد أن تعاقب إخوته محمد بن العربي الجامعي والمعطي الجامعي على منصب الصدر الأعظم. حيث كان آل الجامعي مقربين من القصر كونهم أخوال السلطان. وكانوا يطمحون أن يكون ولي العهد مولاي امحمد.
كانت وفاة الحسن الأول تم مبايعة المولى عبد العزيز بمثابة الضربة القاضية من الحاجب باحماد لآل الجامعي. فبعد طقوس البيعة في الرباط، كانت أسرة آل الجامعي تطمح إلى انتقال السلطان إلى مدينة فاس حيث معقلهم. لكن الحاجب باحماد، حال دون ذلك وأقنع السلطان بالتوجه إلى مكناس، حيث توجد قوة تقليدية من جيش البخاري، التي ينتمي إليها باحماد. فالتحق الصدر الأعظم المعطي الجامعي وأخوه وزير الحربية بمكناس، ليعتقلهما باحماد بن موسى وصادر ممتلكات آل الجامعي في البلاد، وبيعت ممتلكاتهم، وممن اشتراها الاحتلال الفرنسي، أما قصر الجامعي فقد اشتراه المدني الكلاوي. نقل محمد الصغير والمعطي الجامعي إلى سجن تطوان، وبعد مرور ثلاث سنوات توفي المعطي، وظلت جثته 11 يوما ترافق شقيقه محمد الصغير، الذي ظل سجينا طيلة 14 سنة، حتى سنة 1908م عندما أطلق سراحه، وهو محطم، يائس ومفلس، وعلى وشك الإصابة بالعمى، أما زوجاته وأطفاله، فقد قضوا نحبهم بسبب العوز والحزن. وأنهى أيامه في طنجة في فقر مدقع، بل وصل حد التسول.